# السبيع (عمران)
السبيع هي إحدى قرى الجمهورية اليمنية. وهي تتبع جغرافيًا لمحافظة عمران. وإداريًا لمديرية بني صريم. يبلغ تعداد سكانها 1427 نسمة حسب الإحصاء الذي جرى عام 2004.